# Mokkás csésze

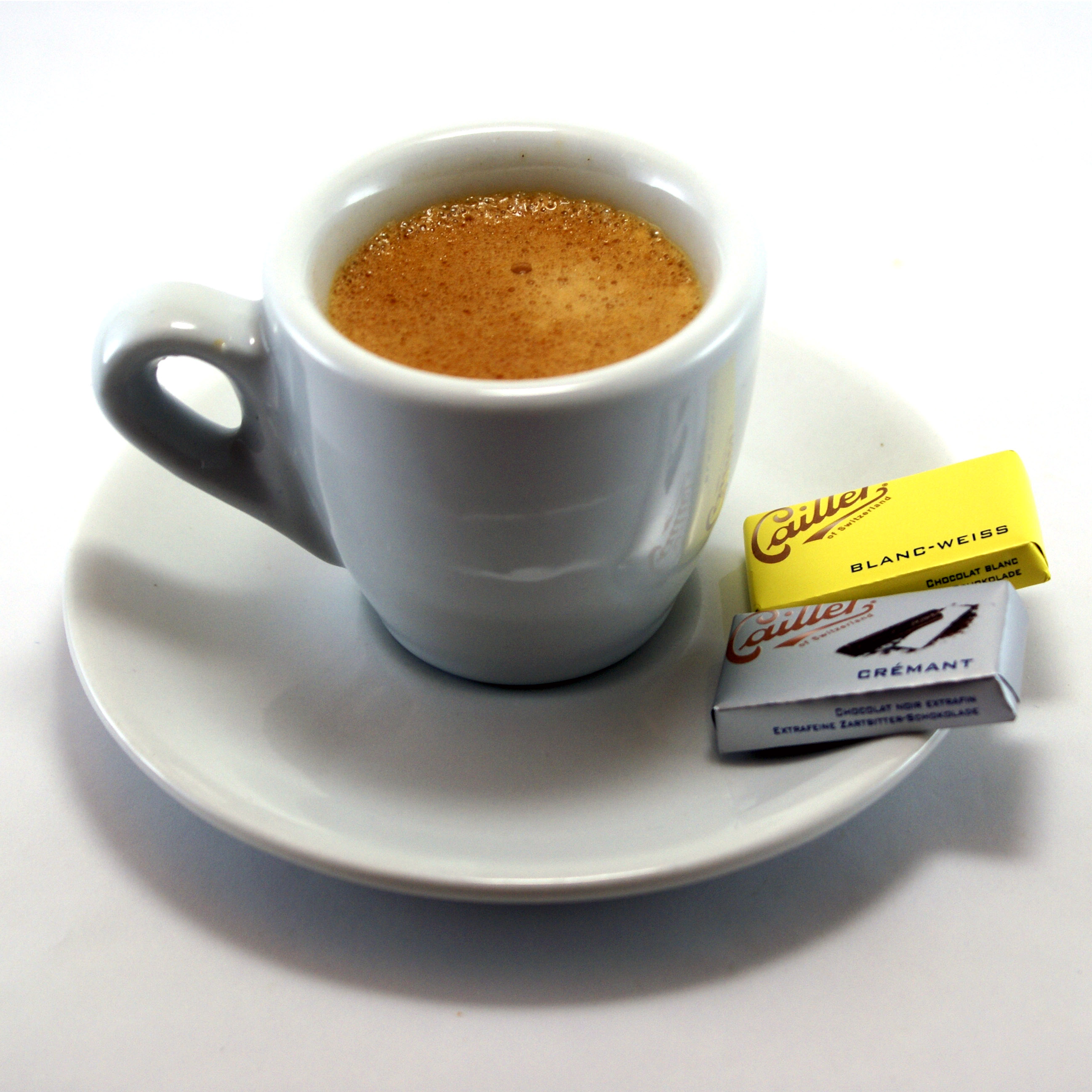
Mokkás csésze

A mokkás csésze (franciául demitasse) egy kávéscsésze-típus, amelyet  a török kávé felszolgálásához alakítottak ki. Néhány nyelven a megnevezése fincan, fildžan, filxhan or φλιτζάνι (flidzáni). Spanyolul pocillo néven illetik. 

## Jellemzői
Űrtartalma 60-90 milliliter között változhat, amely mintegy feleakkora, mint a körülbelül 120 milliliter űrtartalmú átlagos normál kávéscsésze. Anyagát különböző kerámiák alkothatják, például porcelán. A csészéhez a hagyományoknak megfelelően csészealj is tartozik. Néhány kávéházban vagy étteremben díszes, csillogó mintázatokkal ellátott mokkás csészékben szolgálják fel a kávét.
Másik változata a fémkarimával ellátott üvegcsésze. 

## Fordítás

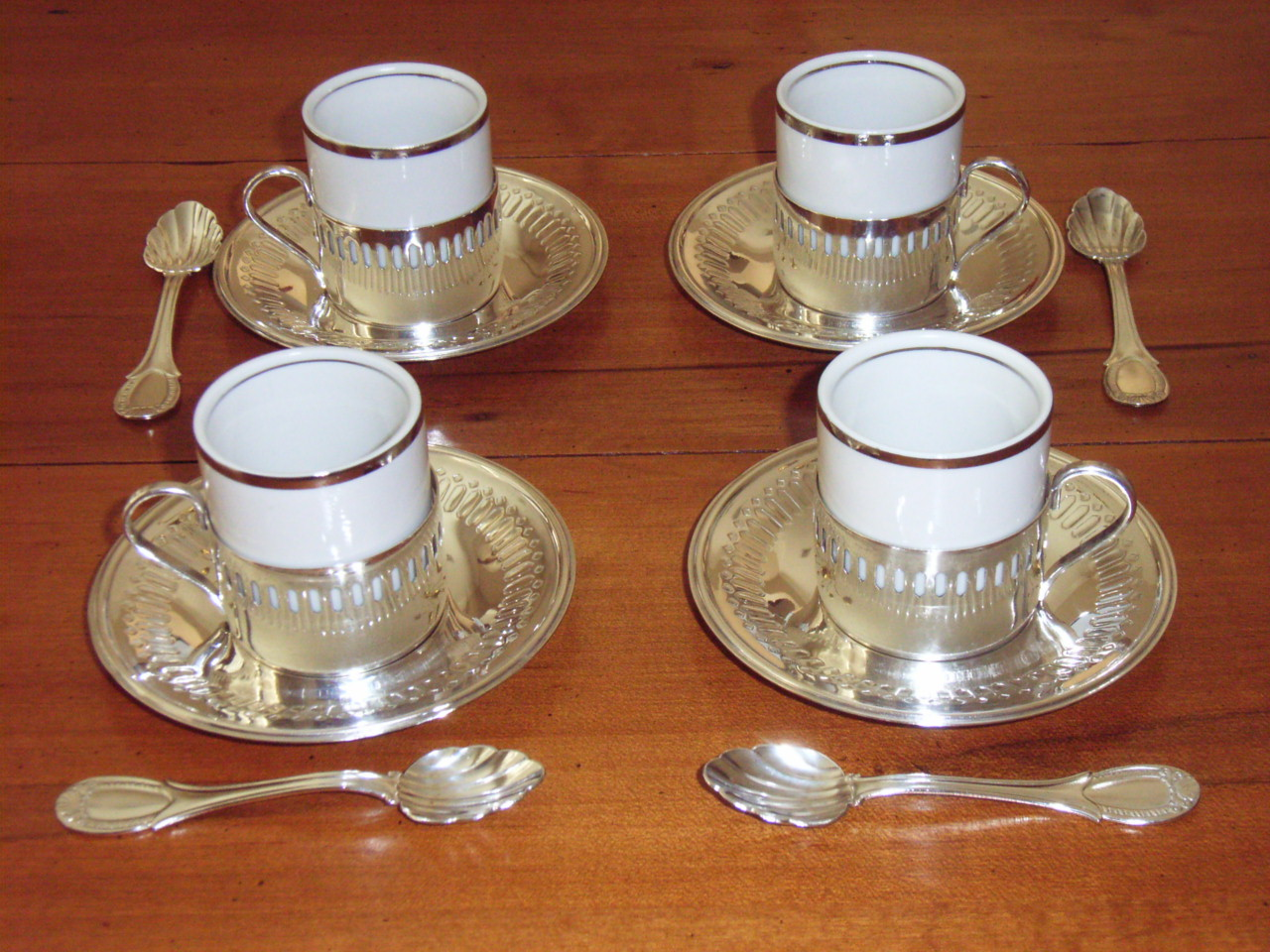
Mokkáscsésze-készlet fém étkészlettel

Ez a szócikk részben vagy egészben  a   Demitasse című angol Wikipédia-szócikk ezen változatának fordításán alapul.  Az eredeti cikk szerkesztőit annak laptörténete sorolja fel. Ez a jelzés csupán a megfogalmazás eredetét és a szerzői jogokat jelzi, nem szolgál a cikkben szereplő információk forrásmegjelöléseként.